# 洞戸村
洞戸村（ほらどむら）は、岐阜県武儀郡にあった村である。2005年2月7日に、武儀郡の5町村とともに関市と合併した。

## 地理
岐阜県中部の山間にあり、村内を板取川が流れている。キウイ（キーウィー）の生産が盛んで、板取川でヤナによる鮎漁が行われている。

### 隣接していた自治体
- 武儀郡 板取村、武芸川町
- 山県市
- 美濃市
- 郡上市

## 歴史
- 1897年（明治30年）4月1日 市場村・通元寺村・片村・菅谷村・下洞戸村・栗原村・飛瀬村・奥洞戸村が合併して洞戸村が成立。
- 2005年（平成17年）2月7日 板取村・上之保村・洞戸村・武儀町・武芸川町が関市に編入する。

## 教育

### 中学校
- 洞戸中学校

### 小学校
- 洞戸小学校

### 2005年以前に廃校となった学校
- 洞戸村立洞戸北中学校（1969年廃校）
- 洞戸村立洞戸小学校下洞戸分校（1962年廃校）
- 洞戸村立洞戸小学校菅谷分校（1970年廃校）
- 洞戸村立洞戸北小学校（1988年廃校）

## 交通

### 鉄道
村内に鉄道路線は無し。最寄り駅は、JR東海東海道本線および高山本線の岐阜駅。

### バス
- 岐阜バス

### 道路
高速道路
- 村内に高速道路はなし。

一般国道
- 国道256号

主要地方道
- 岐阜県道59号北野乙狩線
- 岐阜県道81号美濃洞戸線

一般県道
- 岐阜県道182号美山洞戸線

## 名所・旧跡・観光スポット
- 高賀山

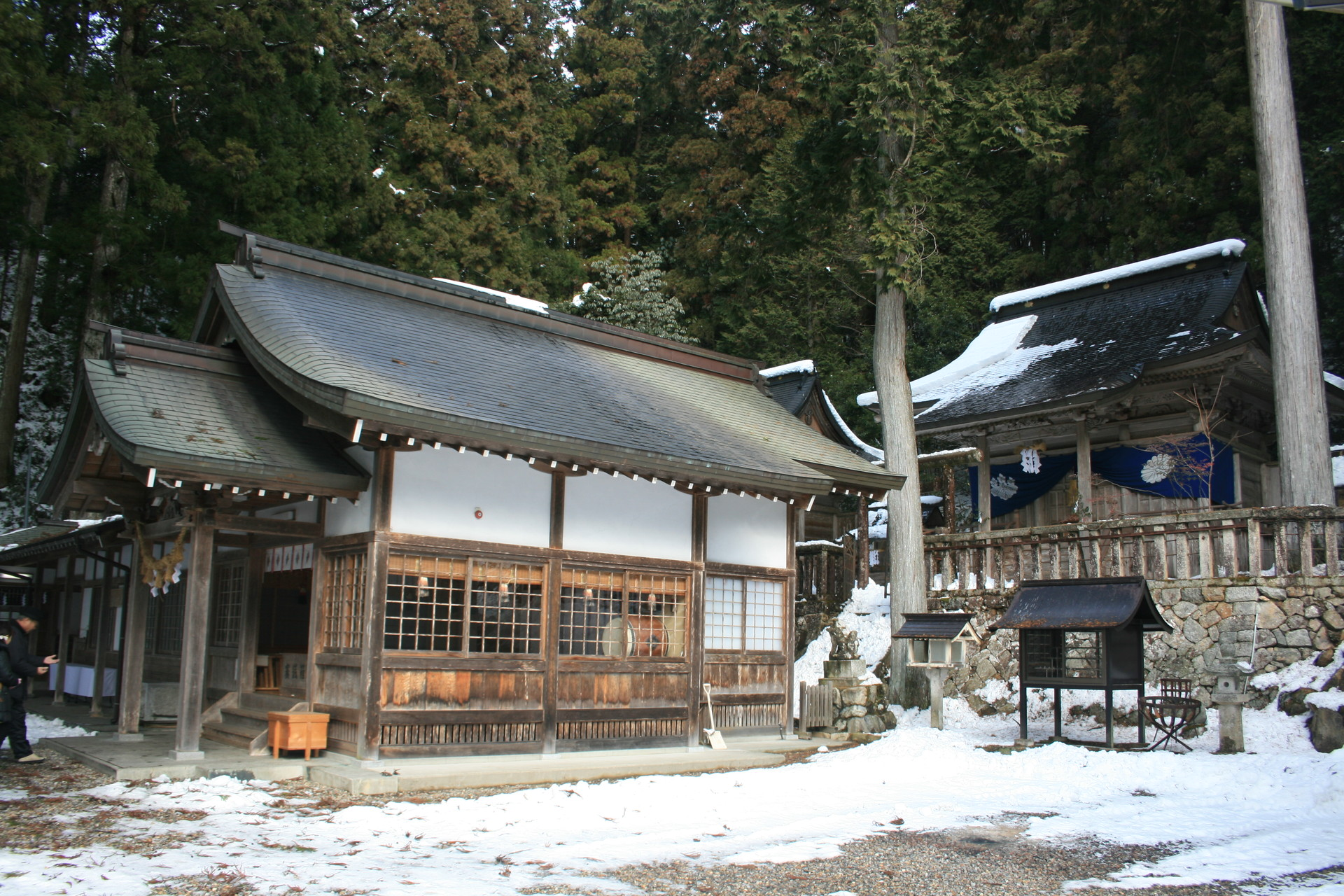
高賀神社

- 高賀神社: 円空記念館（関市編入後は関市洞戸円空記念館と改称）・高賀神水庵（名水）
- ヤナ
- 道の駅ラステンほらど（道の駅）